# Journey to Atlantis
Journey to Atlantis est le nom de trois montagnes russes aquatiques situées dans les parcs à thèmes SeaWorld. Ces attractions, présentant certaines caractéristiques différentes, partagent le même scénario : un voyage jusqu'à la terre mythique de l'Atlantide. Chacune combine des éléments de montagnes russes, tels les lifts à chaîne et des descentes plongeantes, avec des éléments d'attraction aquatique, comme les chutes dans des éclaboussures. Les autres points communs sont l'absence d'inversion et la présence de lap bars sur les wagons. Les trois attractions ont été construites par Mack Rides.

## SeaWorld Orlando
- Modèle : Water Coaster
- Hauteur : 18 m
- Descente : 18 m
- Longueur : 606 m
- Vitesse : 64 km/h
- Éléments : parcours scénique et 3 descentes.
- Trains : composé d'un seul wagon, quatre rangées de deux places totalisent huit passagers.
- Taille minimale requise pour l’accès : 1,07 m

## SeaWorld San Antonio
- Modèle : SuperSplash
- Hauteur : 30,5 m
- Vitesse : 80 km/h
- Durée : 3,30 minutes

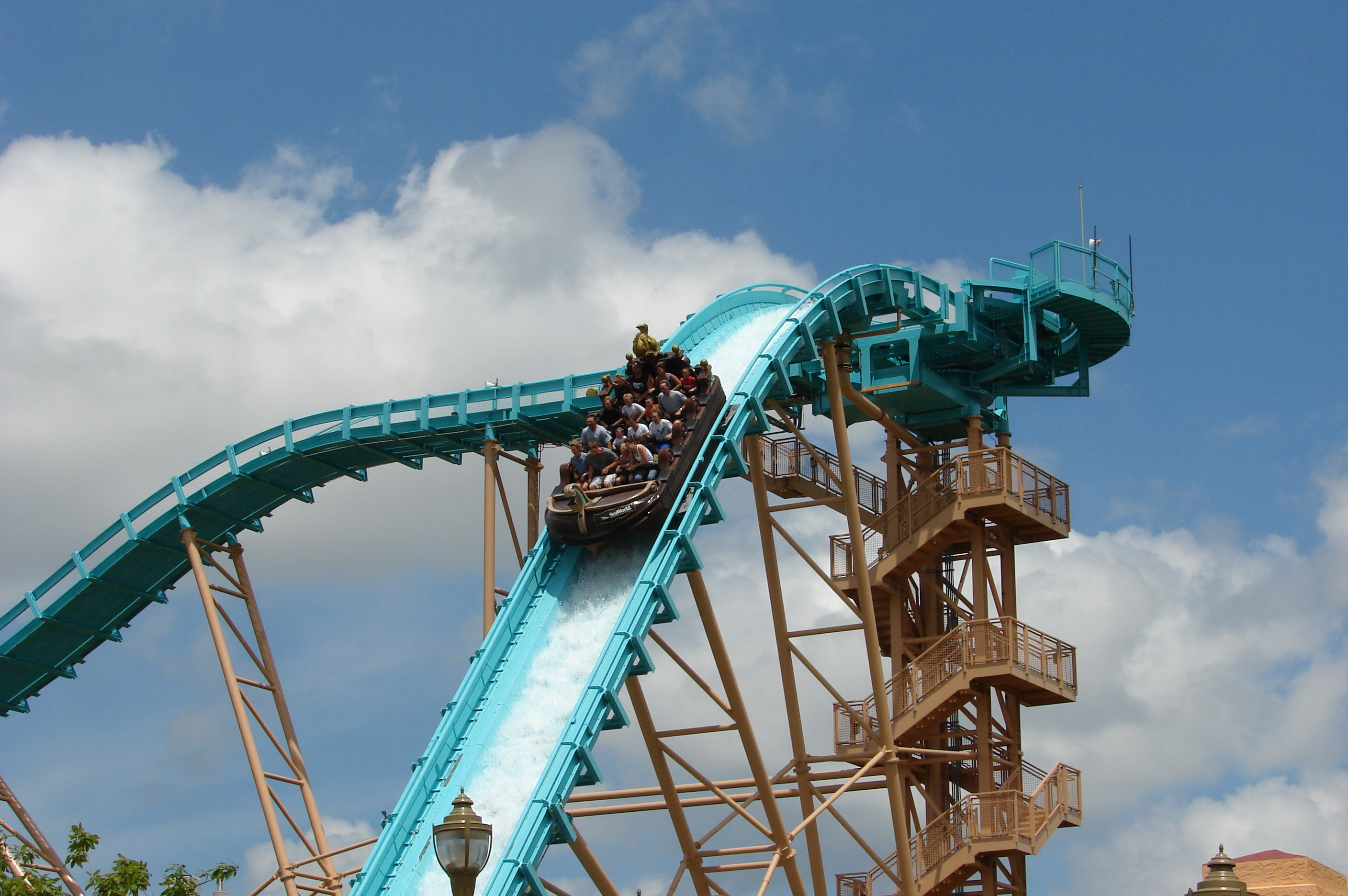
Journey to Atlantis à SeaWorld San Antonio

- Éléments : 2 descentes, la 1er en marche arrière entre deux plateformes rotatives.
- Trains : composé d'un seul wagon, quatre rangées de quatre places totalisent seize passagers.
- Taille minimale requise pour l’accès : 99 cm
- Circuit identique à Atlantica SuperSplash hormis l'absence de bosse après la chute finale.

## SeaWorld San Diego
- Modèle : Water Coaster
- Capacité : 1 900 personnes par heure
- Hauteur : 29 m
- Descente : 18,3 m
- Vitesse : 67,6 km/h
- Durée : 5 minutes
- Force G : 3 G

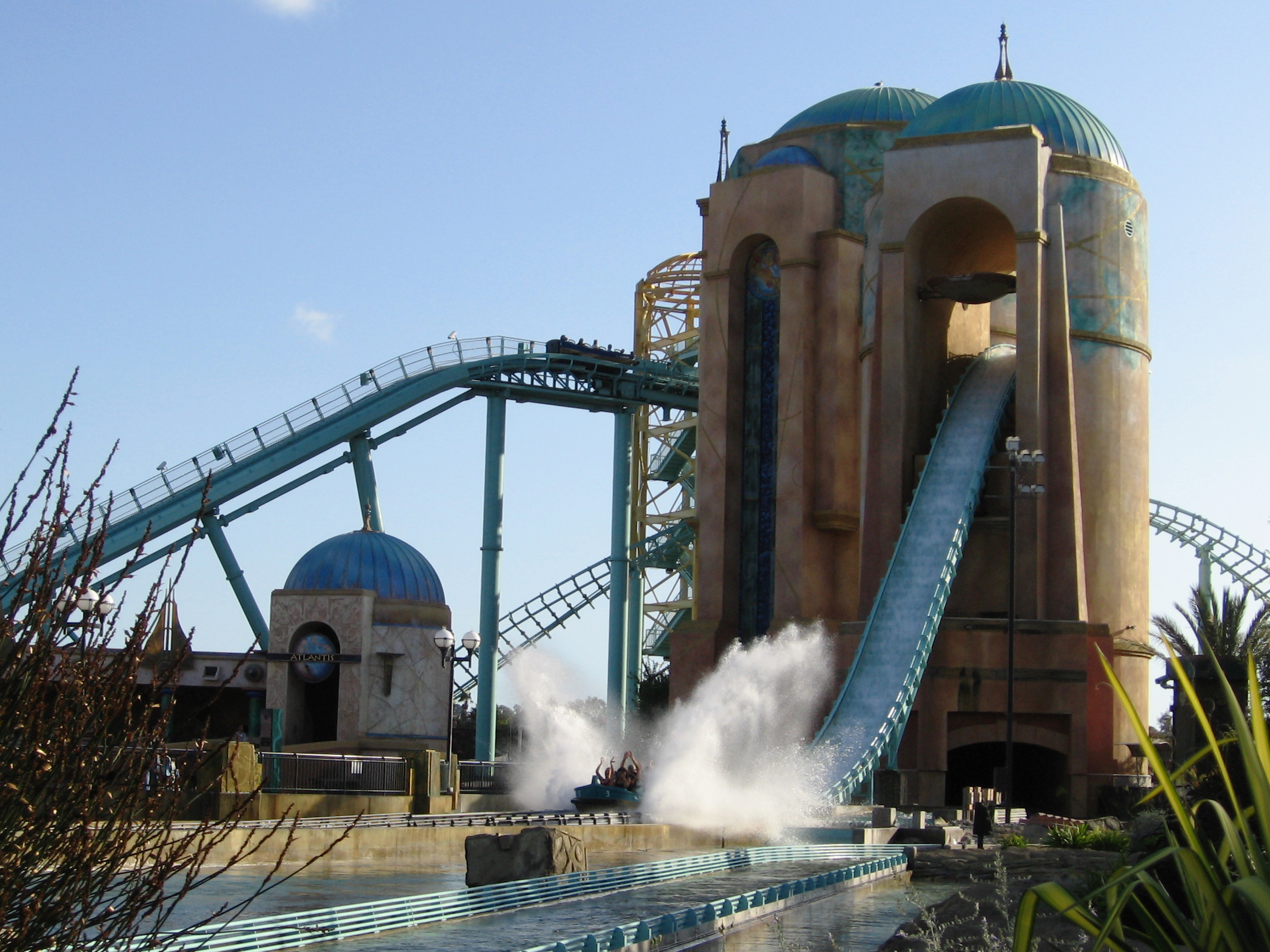
Journey to Atlantis à SeaWorld San Diego

- Éléments : 2 descentes et ascenseur vertical (uniquement pour la 2e descente).
- Trains : composé d'un seul wagon, quatre rangées de deux places totalisent huit passagers.
- Taille minimale requise pour l’accès : 1,07 m